# Eparchie otradněnská
Eparchie Otradnyj je eparchie ruské pravoslavné církve nacházející se v Rusku.

## Území a titul biskupa
Zahrnuje správní hranice území městského okruhu Otradnyj a Pochvistněvo, také Borského, Jelchovského, Isaklinského, Kamyšlinského, Kiněl-Čerkasského, Kljavlinského, Koškinského, Krasnojarského, Pochvistněvského, Sergijevského, Čelnk-Veršinského a Šentalinského rajónu Samarské oblasti.
Eparchiálnímu biskupovi náleží titul biskup otradněnský a pochvistněvský.

## Historie
Eparchie byla zřízena rozhodnutím Svatého synodu dne 15. března 2012 oddělením území ze samarské eparchie. Stala se součástí nově vzniklé samarské metropole.
Prvním eparchiálním biskupem se stal igumen Nikifor (Chotějev), duchovní samarské eparchie.

## Seznam biskupů
- 2012–2025 Nikifor (Chotějev)
- od 2025 Kirill (Umrilov)